# Bagnolet

Położenie Bagnolet w ramach aglomeracji paryskiej

Bagnolet – miejscowość i gmina we Francji, w regionie Île-de-France, w departamencie Sekwana-Saint-Denis.
Według danych na rok 1990 gminę zamieszkiwało 32 600 osób, a gęstość zaludnienia wynosiła 12 685 osób/km² (wśród 1287 gmin regionu Île-de-France Bagnolet plasuje się na 68. miejscu pod względem liczby ludności, natomiast pod względem powierzchni na miejscu 841.).

## Współpraca
- Sesto Fiorentino, Włochy